# Мартін Маркулета
Мартін Маркулета (ісп. Martín Marculeta Barbería; 24 вересня 1907, Сан-Себастьян, Іспанія — 19 листопада 1984, Сан-Себастьян) — іспанський футболіст, що грав на позиції півзахисника. Учасник другого чемпіонату світу.

## Клубна кар'єра
У дорослому футболі дебютував 1924 року виступами за команду клубу «Реал Сосьєдад», в якій провів десять сезонів, взявши участь у 106 матчах чемпіонату.
1934 року перейшов до клубу «Атлетіко», за який відіграв 2 сезони. Завершив професійну кар'єру футболіста виступами за команду «Атлетіко» (Мадрид) у 1936 році. Один з найстабільніших гравців ліги 30-х років, за вісім сезонів пропустив лише п'ять матчів.

## Виступи за збірну
1928 року дебютував в офіційних матчах у складі національної збірної Іспанії. Протягом кар'єри у національній команді, яка тривала 8 років, провів у формі головної команди країни 15 матчів, забивши 1 гол.
У складі збірної був учасником чемпіонату світу 1934 року в Італії.

## Кар'єра тренера
На початку сезону 1935-1936 керівництво «Атлетіко» звільнило англійського фахівця Фредеріка Пентланда. Протягом трьох турів Маркулета очолював команду, а потім призначили головним тренером Хосепа Самітьєра.
В подальшому входив до тренерського штабу «Реал Сосьєдада». Останнім місцем тренерської роботи був хіхонський «Спортінг», головним тренером команди якого Мартін Маркулета був з 1942 по 1943 рік.

## Статистика
| Сезон             | Команда           | Чемпіонат         | Чемпіонат | Чемпіонат | Збірна | Збірна |
| Сезон             | Команда           | Ліга              | Ігри      | Голи      | Ігри   | Голи   |
| ----------------- | ----------------- | ----------------- | --------- | --------- | ------ | ------ |
| 1927/28           | «Реал Сосьєдад»   | —                 | —         | —         | 3      | 1      |
| 1928/29           | «Реал Сосьєдад»   | Д-1               | 18        | 2         | 2      | 0      |
| 1929/30           | «Реал Сосьєдад»   | Д-1               | 18        | 2         | —      | —      |
| 1930/31           | «Реал Сосьєдад»   | Д-1               | 18        | 0         | 1      | 0      |
| 1931/32           | «Реал Сосьєдад»   | Д-1               | 18        | 0         | 1      | 0      |
| 1932/33           | «Реал Сосьєдад»   | Д-1               | 17        | 0         | 4      | 0      |
| 1933/34           | «Реал Сосьєдад»   | Д-1               | 17        | 0         | 3      | 0      |
| 1934/35           | «Атлетіко»        | Д-1               | 21        | 0         | 1      | 0      |
| 1935/36           | «Атлетіко»        | Д-1               | 20        | 0         | —      | —      |
| Усього за кар'єру | Усього за кар'єру | Усього за кар'єру | 147       | 4         | 15     | 1      |